# Jacques Charles
Jacques Alexandre César Charles (Beaugency, Loiret, França, 2 o 12 de novembre de 1746 – París, 7 d'abril de 1823) fou un inventor i físic francès. Amb Nicolas Louis Robert realitzaren el primer enlairament amb un globus aerostàtic ple d'hidrogen l’agost de 1783 i el primer vol tripulat en globus el desembre del mateix any. Cap el 1787 investigà l'expansió tèrmica dels gasos, recerca que fou completada posteriorment pel francès Joseph Louis Gay-Lussac el 1802, el qual resultat fou la llei de Charles i Gay-Lussac. Fou elegit membre de l’Académie des Sciences el 1795 i després fou nomenat professor de física al Conservatoire National des Arts et Métiers.

## Biografia
Charles era fill de Jacques Alexandre Charles, conseller del rei a Beaugency, i de Marguerite Claude Gumery de la Bonciete. Rebé una educació liberal i no científica. De jove anà a París on treballà com a funcionari al Ministeri de Finances, però, durant un període d'austeritat governamental, perdé aquesta posició. El 1779 conegué el nord-americà Benjamin Franklin (1706-1790), que visitava França, i que el motivà per l'estudi de la física experimental. El 1781 ja començar a donar conferències públiques que, a causa de l'eloqüència del seu discurs i la varietat i precisió de les seves demostracions experimentals, aviat aconseguí renom. El 1804 es casà amb Julie Françoise Bouchaud des Hérettes (1784–1817) que era 37 anys més jove que ell. El poeta Alphonse de Lamartine també s'hi enamorà i en fou la inspiració per a la seva Elvire dins l’obra autobiogràfica de 1820, "Le Lac".

## Obra

### Els globus d'hidrogen

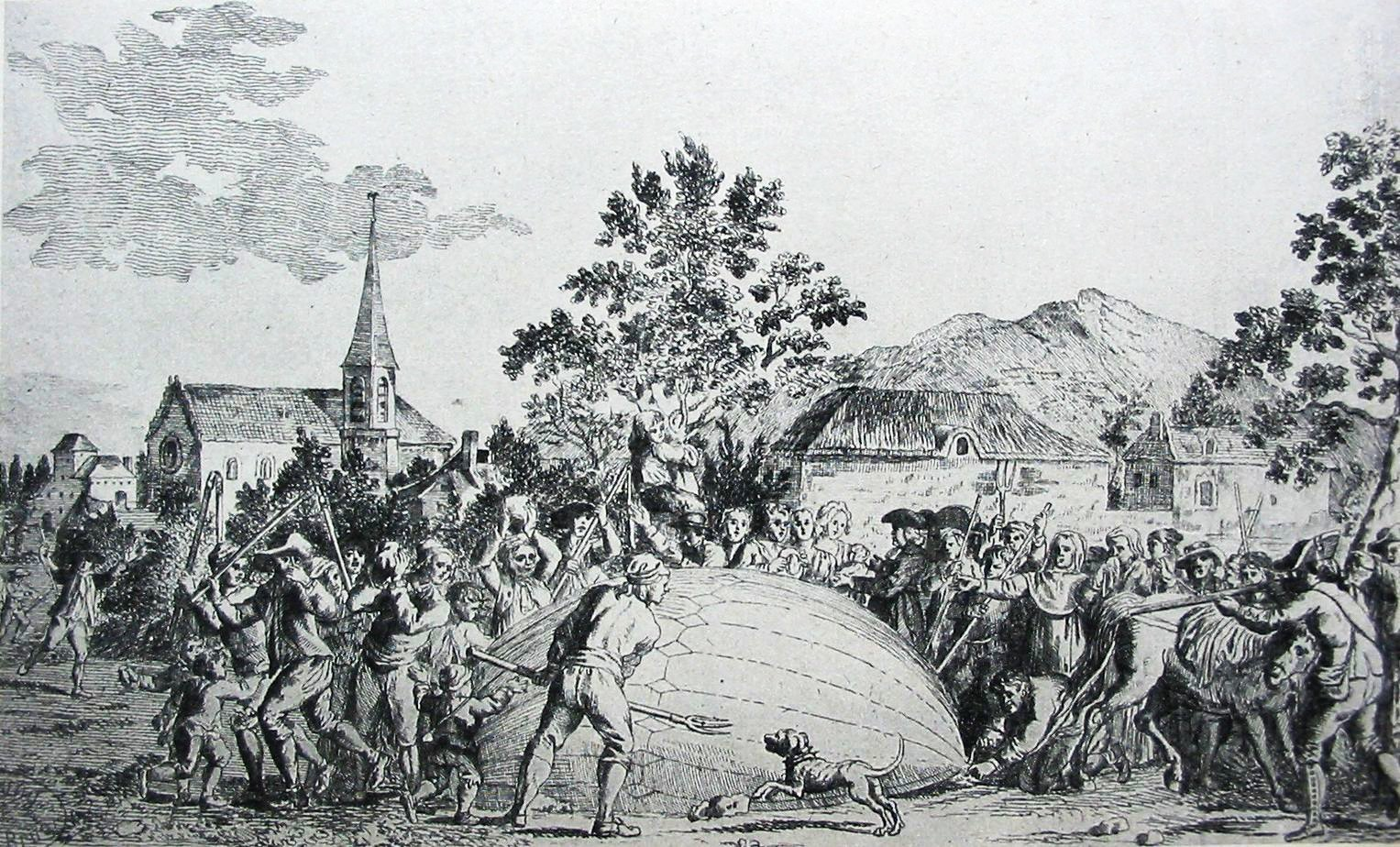
Globus construït per Jacques Charles i els Germans Robert atacat pels vilatans aterrits a Gonesse.

Poc després dels famosos experiments amb globus dels germans Montgolfier del 1782, Charles tingué la idea d'utilitzar hidrogen en comptes d'aire calent com a gas per omplir els globus. Amb l'ajuda dels germans Anne Jean i Nicolas Louis Robert, constructors d'aparells científics, Charles desenvolupà gairebé tots els elements essencials del disseny de globus moderns. Inventà la línia de la vàlvula, per permetre a l'aeronauta llançar gas a voluntat per a un descens; l'apèndix, un tub obert a través del qual el gas expandit podria escapar lliurement, evitant així la ruptura del sac de globus; i la gàbia, una cistella de vímet suspès per una xarxa de cordes que cobreix el globus i que se sosté en el lloc per un cèrcol de fusta. Per evitar que el lleuger hidrogen escapollés pel globus cobrir el sac de tafetà amb una barreja impermeable de cautxú dissolt en trementina. Charles havia tingut la idea que l’hidrogen podria ser adequat per als globus aerostàtics a través de l'estudi de l’obra de Robert Boyle i també les obres dels seus contemporanis Henry Cavendish, Joseph Black i Tiberius Cavallo.

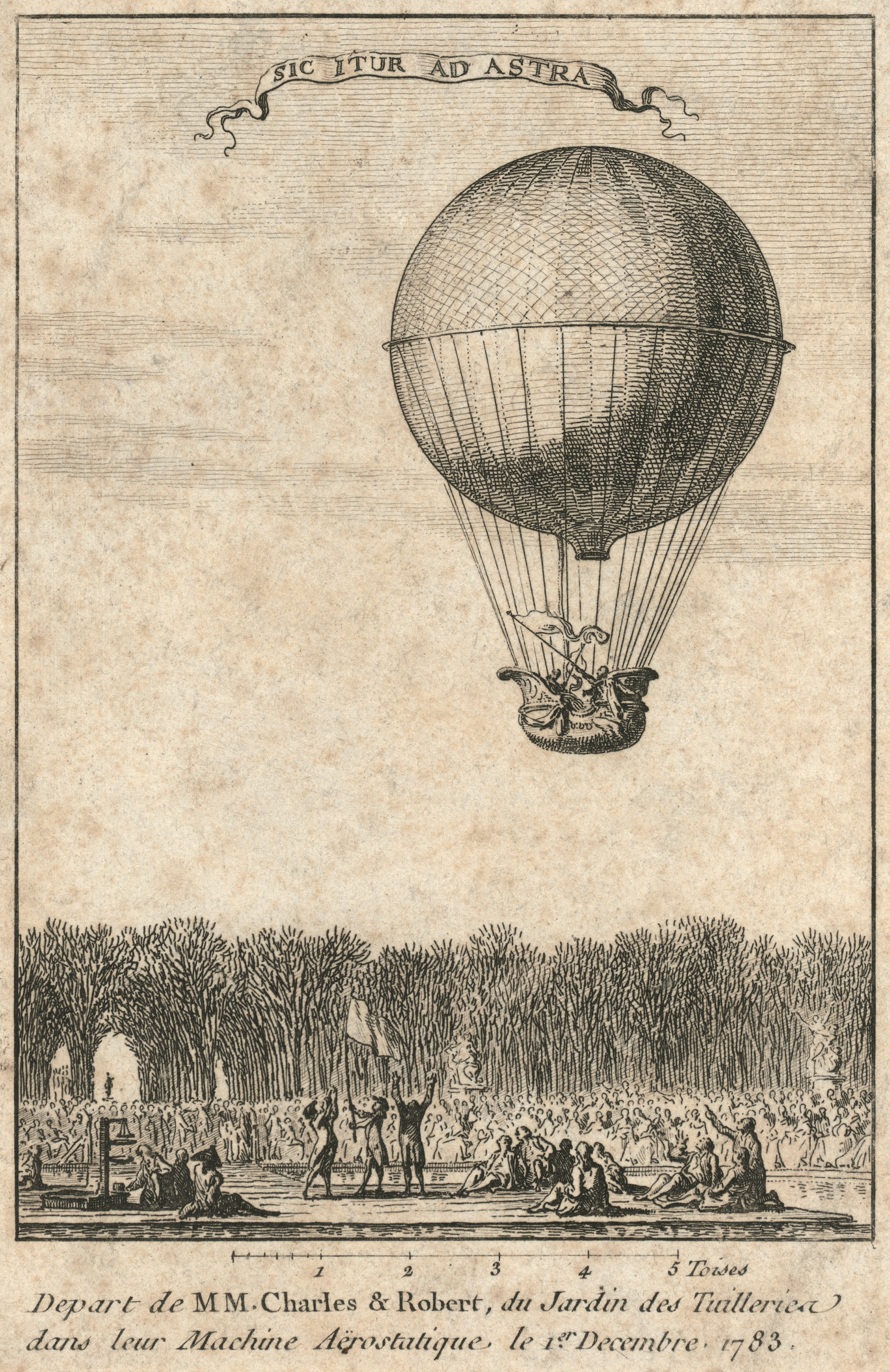
Primer vol amb globus aerostàtic tripulat per Charles i Robert l'1 de desembre de 1783

Charles i els germans Robert construïren el primer globus d'hidrogen al seu taller de la Place des Victoires de París i l'enlairaren el 27 d’agost de 1783 des del Champ de Mars amb Benjamin Franklin entra la multitud que assistia a l'espectacle. Aquest globus era no tripulat i relativament petit, de 35 m³, amb una esfera de seda engomada, i només capaç d’aixecar uns 9 kg. L'hidrogen s'obtingué per reacció d’àcid sulfúric sobre unes ferradures i fou introduït amb dificultats dins el globus mitjançant tubs de plom. Aconseguí volar durant uns 45 minuts recorrent 24 quilòmetres i aterrà a la vila de Gonesse on els vilatans aterrits el destruïren amb les seves forques i ganivets. Aquest projecte fou finançat per una subscripció organitzada per Barthelemy Faujas de Saint-Fond.
L'1 de desembre de 1783 al Jardí de les Teuleries, a París, centenars de milers de persones assistien a l'ascens del nou globus de Jacques Charles i Nicolas-Louis Robert, anomenat Charlière, que pot ser considerat com el primer vol realment tripulat; ja que el globus d'aire dels Montgolfier, d'enormes dimensions, que havien enlairat pocs dies abans, resultava pràcticament incontrolable. Charles i Robert aplicaren un sistema de regulació de l'altitud mitjançant bosses d'arena a manera de llastre que llançaven per la vora. Recorregueren uns 43 quilòmetres i aterraren a un camp agrícola de Nesles-la-Vallée, al nord de París. Robert descendí de la cistella, però Charles s'enlairà de nou en solitari fins a aconseguir uns 3 000 m d'altura, des d'on pogué contemplar la posta de sol per segona vegada en un mateix dia, enmig d'un intens vent i solitària.

### L'estudi de la dilatació dels gasos

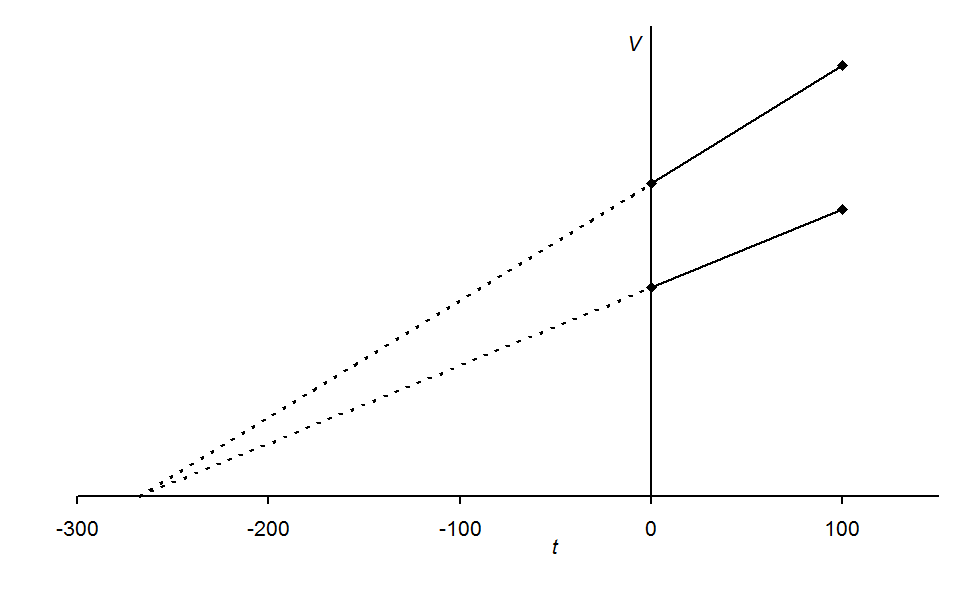
Llei de Charles i Gay-Lussac. La representació del volum d'un gas respecte de la temperatura a pressió constant dona una recta

Amb l'objectiu de millorar els globus aerostàtics estudià devers l'any 1787 la dilatació de varis gasos amb la temperatura, però no publicà els resultats. Anys després, el 1802, Joseph Louis Gay-Lussac recuperà les dades de Charles i els aparells que havia emprat i completà la recerca publicant els resultats fent referència a la feina feta per Charles. El resultat fou la constatació que tots els gasos s'expandeixen igual i que compleixen l'ara anomenada llei de Charles i Gay-Lussac, per la qual, a pressió constant, la relació entre el volum ocupat per un gas i la seva temperatura absoluta és constant.

### Altres
Charles desenvolupà diversos invents útils, incloent una vàlvula per treure hidrogen del globus aerostàtic i altres parells com un hidròmetre i un goniòmetre de reflexió i millorà l'heliòstat de terra i l'aeròmetre de Fahrenheit. També confirmà els experiments sobre electricitat de Benjamin Franklin.
La Coupe Charles et Robert és un esdeveniment internacional d’enlairament de globus aerostàtics que s'inicià l’any 1983 en paral·lel amb la Gordon Bennett Cup.